# Albert Hedderich
Albert Hedderich, född den 11 december 1957 i Mainz i Tyskland, är en västtysk roddare.
Han tog OS-guld i scullerfyra i samband med de olympiska roddtävlingarna 1984 i Los Angeles.